# Charles-Louis Clérisseau
Charles-Louis Clérisseau (Parigi, 28 agosto 1721 – Quartiere di Auteuil, 9 gennaio 1820) è stato un architetto francese.

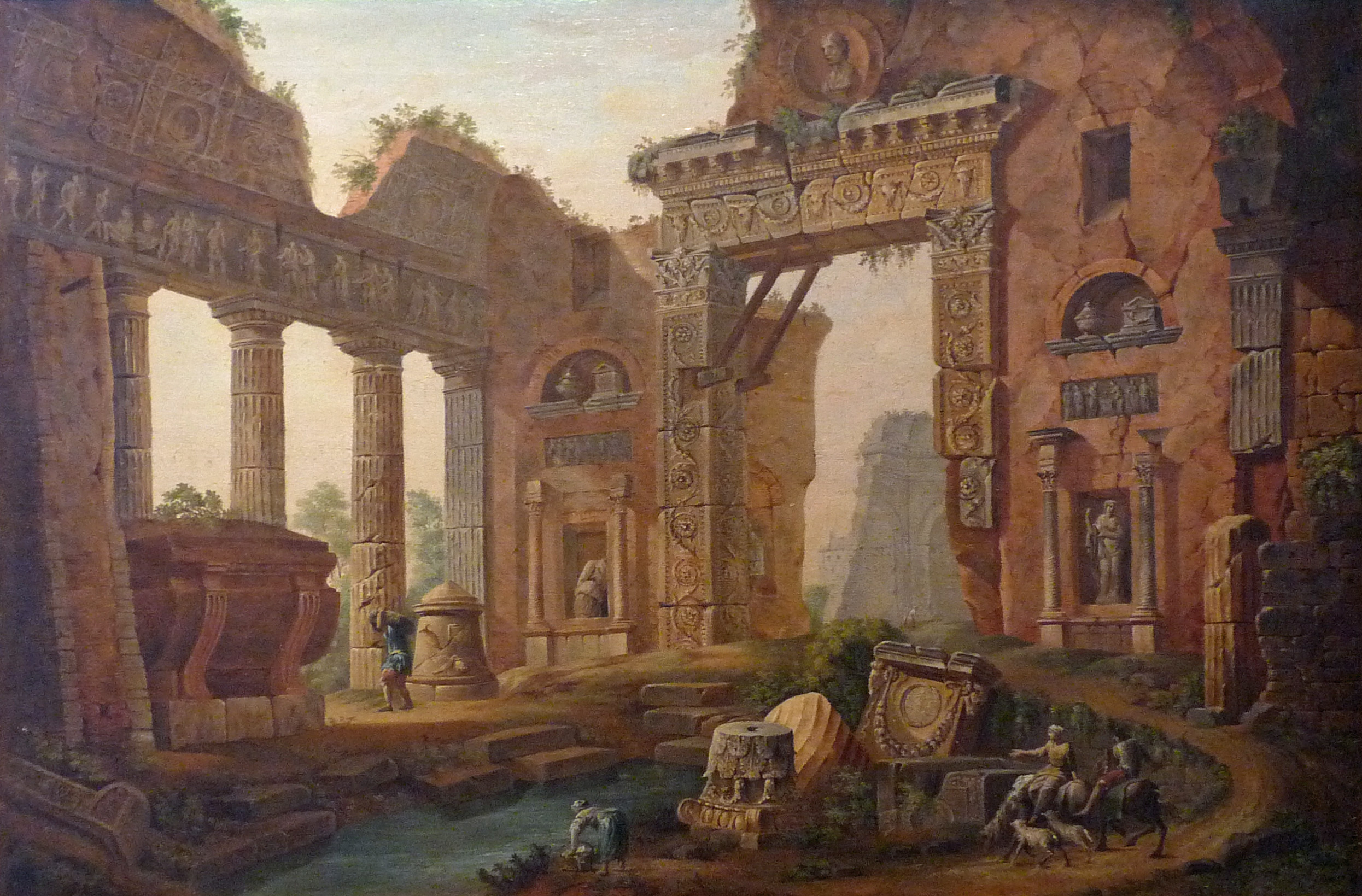
Roman ruins in Nimes, 1783

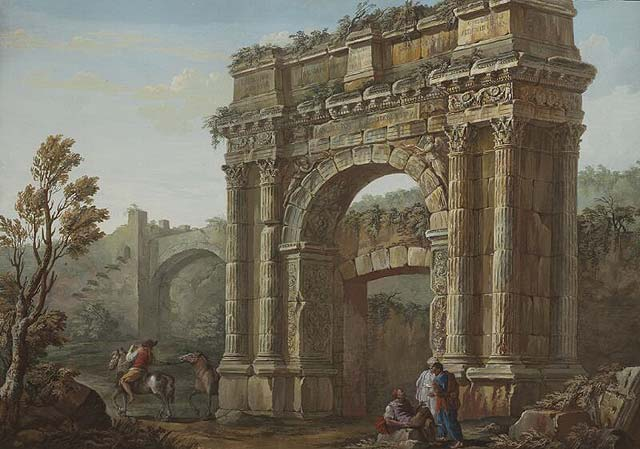
Peasants before the Arch of Sergius near Pola, 1755

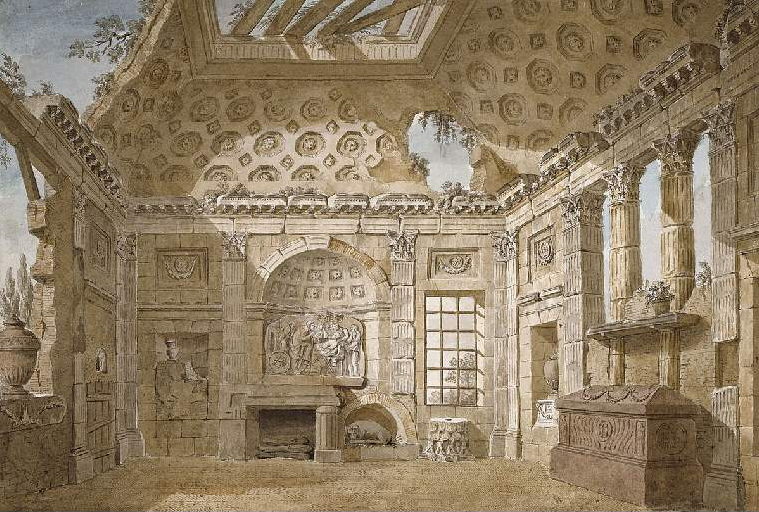
Drawing for the Room of Ruins in Trinità dei Monti, Rome, 1765-66

Allievo di Jacques-François Blondel, nel 1746 vinse il prix de Rome per la classe architettura recandosi nella capitale italiana, come pensionnaire all'Accademia di Francia, nel 1749, dove studiò accanto a Giovanni Paolo Pannini e collaborò agli scavi romani con Giovanni Battista Piranesi. Nel 1755 si reca a Firenze dove conosce la comunità inglese. Da allora i suoi viaggi si legarono, a partire dal 1757 con l'architetto scozzese Robert Adam per rilevare il Palazzo di Diocleziano a Spalato e al suo rientro a Venezia quando collabora con gli incisori riscuoterà successo nella calcografia di Joseph Wagner.

## Biografia
Durante il soggiorno romano Clérisseau produsse per turisti stranieri una serie di acquerelli e guazzi di soggetto architettonico. Reduce dall'esperienza con Robert Adam, il francese si reca a Roma e poi a Napoli in compagnia di Antonio Zucchi, maturando il suo stile pittorico. Nel 1764, su raccomandazione di Winckelmann, il cardinale Alessandro Albani gli affidò la decorazione di una sala della sua villa romana; mentre nel 1766 l'architetto decorò la Stanza delle rovine presso il Convento di Trinità dei Monti, per il padre Le Seur. Si tratta di un ambiente pensato come un tempio in rovina divenuto rifugio di un eremita, arredato con reperti di scavo e mobili a forma di frammenti antichi: lo scrittoio come un sarcofago, il tavolo come un pezzo di cornicione, il sedile come un capitello e la cuccia del cane come un vaso spezzato.
Lasciata Roma nel 1767, tornò a Parigi per presentare alcuni suoi disegni ai Salons. Dopo questa esperienza, nel 1776 iniziò i lavori per il Palazzo del Governatore di Metz, oggi Palazzo di Giustizia, un edificio di gusto neoclassico concluso nel 1789. Nel 1778 viene pubblicato il suo primo volume delle Antichità della Francia e nel 1780, chiamato a Pietroburgo da Caterina II, eseguì alcune decorazioni di interni nella residenza di Carskoe Selo e l'imperatrice comprò i suoi 18 album di disegni di Roma antica. Dopo aver lavorato per un breve periodo in Germania nella residenza di Wörlitz e poi a Weimar, nel 1804 apparve la seconda edizione, accresciuta, delle Antichità della Francia con la dedica a Napoleone Bonaparte.